# Дуайер, Джордж
Джордж Патрик Дуайер (англ. George Patrick Dwyer; 25 сентября 1908 — 17 сентября 1987) — английский прелат Римско-католической церкви, 6-й епископ Лидса (1957—1965), 6-й архиепископ Бирмингема (1965—1981).

## Ранние годы
Джордж Двиер родился в Манчестере, в семье Джона Уильяма и Джемимы Двиер. Его отец занимался оптовой торговлей яйцами и картофелем. Двоюродный брат Двиера — известный английский композитор и писатель Энтони Бёрджесс. Двиер учился в частной католической школе для мальчиков, затем в Английском Католическом Колледже в Риме, после чего был принят в Епархия Солфэда, как кандидат в священники. Во время учёбы Двиер проявил незаурядные способности и защитил докторскую степень по философии и богословию в Папский Григорианский университет. 1 ноября 1932 года (24 года) рукоположен в священники. Затем вернулся в Англию, чтобы преподавать современные языки в Колледже Христа Университета Кембриджа.
Затем он учится в аспирантуре в Риме и в Кембридже (1932—1937) и возвращается преподавать в родной школе. В 1947 году его назначают заместителем наблюдателя (в будущем кардинал Джон Хинан) Католического Миссионерского Сообщества. В это же время редактирует католическую газету Catholic Gazette, а в 1951 году, когда Хинан стал епископом Лидса, Двиера назначают главным наблюдателем Католического Миссионерского Сообщества.

## Церковная карьера

### Епископ Лидса
3 августа 1957 (49 лет) Двиера называют следующим епископом Лидса, где он сменяет своего друга, будущего кардинала Джона Хинана, которого переводят на должность Архиепископа Ливерпуля. Епископская хиротония совершена 24 сентября 1957 года. Церемонию вел Джон Хинан (на тот момент архиепископ Ливерпуля), епископ Солфэда Джордж Бек и епископ Плимута Сирил Рестио. Двиер выбрал себе мотто: Spe Gaudentes, что значит «Ликование в Надежде».

### Архиепископ Бирмингема
7 октября 1965 года (57 лет) Двиера называют 6-м архиепископом Бирмингема, где он сменяет Фрэнсиса Гримшоу, который скончался от сердечного приступа, находясь в должности 22 марта 1965 года. На посту архиепископа Двиер построил 26 новых церквей и 210 школ и колледжей, включая Колледж Ньюмана, который был основан кардиналом Ньюманом.
После кончины друга Двиера, архиепископа Вестминстера кардинала Джона Хинана в 1975 году, он рассматривался как наиболее вероятный кандидат на должность 9-го архиепископа Вестминстера. Однако Двиер сообщил папскому нунцию, что чувствует, что его 67 возраст не позволит ему занять эту должность. Тем не менее, он был избран президентом Конференции католических епископов Англии и Уэльса — должность, которая дает право первенства над всеми епископами Англии и Уэльса и обычно занимается архиепископом Вестминстера. Т.о. Двиер стал первым, и на сегодняшний день единственным, президентом Конференции (примасом)- не архиепископом Вестминстера. Двиер занимал пост президента первые три года архиепископства Базиля Хьюма.

## Отставка и Кончина
Двиер подал в отставку 1 сентября 1981 года (73 года). Скончался 17 сентября 1987 года в возрасте 79 лет. Похоронен Oscott College, Sutton Coldfield.
После его смерти остался большой архив рабочих материалов. Однако он не так велик, как можно было бы ожидать после 16 лет архиепископства. В архиве обнаружены большие пробелы, например явно недостает документов, касательно работы Теологической Комиссии, председателем которой был Двиер. Кроме того, осталось очень мало личных материалов, что дает право предположить, что Двиер уничтожил практически все личные документы перед смертью.